# Baba Dochia
Baba Dochia o Dochia ("La Vieja Dochia" - pronunciación "Doquia") en la mitología de Rumania, es un nombre procedente del calendario bizantino, que celebraba a la mártir Eudokia en 1 de marzo. La Dochia rumana personifica la impaciencia de la humanidad con la llegada de la primavera.

## Mito
Baba Dochia tiene un hijo, llamado Dragomir o Dragobete, quien está casado. Hacia finales de febrero Dochia manda a su nuera a recoger bayas del bosque. Dios se le aparece a la muchacha en forma de anciano y la ayuda. Cuando Dochia ve las bayas, piensa que llegó la primavera, y parte hacia las montañas con su hijo y sus cabras. Está vestida con doce cueros de cordero, pero hay lluvia en la montaña, y sus ropas se vuelven húmedas y pesadas. Dochia tiene que renunciar a los cueros y, cuando llega la helada, muere de frío junto con sus cabras. Su hijo también muere de frío con un trozo de hielo en su boca porque se encontraba tocando la flauta. 
Dochia es a veces representada como una mujer soberbia, que provoca al mes de marzo y que realiza su venganza tomando algunos días del mes de febrero. 
Según otras fuentes, Dochia fue la hija de Decébalo, rey de los dacios. Mientras el emperador romano Trajano estaba conquistando parte de la Dacia, Dochia buscó refugio en los Cárpatos para así no tener que casarse con él. Se vistió de pastora, pero al final se quitó las ropas de cuero de cordero y murió de frío junto con su rebaño. Fue transformada entonces en un arroyo y sus animales en flores. Una variante, Traian şi Dochia, sobre la cual el crítico literario George Călinescu comentó que era "el resultado de una entera experiencia de vida del pueblo rumano", cuenta que Dochia se escondió en la montaña sagrada, Ceahlău, junto con su rebaño de ovejas. Allí fue ayudada por la Virgen, quien la transformó junto con su rebaño en un conjunto de rocas. 
Los días de Baba Dochia son el 1 de marzo (para la nieve), el 2 de marzo (para el verano), y el 3 de marzo (para la cosecha).